# 蛤蟆河 (牡丹江)
蛤蟆河，位于中华人民共和国黑龙江省宁安市的一条河流，是牡丹江右岸支流，发源于穆棱市蛤蟆岭，向东南流过宁安市东京城林业局的奋斗林场，之后转西流，经桦树林场后流入桦树川水库，出库后向西流经卧龙朝鲜族乡三道河子村，于英山村转西北流，于勤劳村转北流，经兰岗镇，于宁安镇河西村以东汇入牡丹江。河流全长130千米，流域面积1860平方千米，河道平均比降5.93‰，年均径流量3.16亿立方米。桦树川水库以上为峡谷地带，两岸多为次生林；水库以下多为丘陵、岗坡，大部分已被开垦为耕地。